# Masteyra Island
Masteyra Island (englisch; bulgarisch остров Мастейра ostrow Mastejra) ist eine in ost-westlicher Ausrichtung 700 m lange und 200 m breite Insel in der Perrier-Bucht an der Nordwestküste der Anvers-Insel im Palmer-Archipel vor der Westküste der Antarktischen Halbinsel. Sie liegt 7,55 km nordöstlich des Giard Point und 6,58 km südlich des Quinton Point. Vom Ufer der Perrier-Bucht trennt sie nach Ostsüdosten eine 1,13 km breite Passage.
Britische Wissenschaftler kartierten sie 1980. Die bulgarische Kommission für Antarktische Geographische Namen benannte sie 2013 nach der thrakischen Siedlung und Festung Mastejra im Süden Bulgariens.